# Megan Gallagher
Megan Gallagher (Reading, Pensilvania; 6 de febrero de 1960) es una actriz estadounidense.

## Carrera
Ha trabajado en televisión y teatro. Su papel más conocido es como Catherine Black, una trabajadora social y esposa de Frank Black (Lance Henriksen) en la serie Millennium.
Gallagher había actuado antes en las series Hill Street Blues y China Beach. A través de su carrera, ella ha aparecido en Law & Order, Urgencias, 24, CSI: Crime Scene Investigation, Star Trek: Deep Space Nine, Star Trek: Voyager y American Dreams. También apareció en telefilmes como Promesa letal (1999) y Contagion (2002).
En Broadway ha estado en la producción de Aaron Sorkin A Few Good Men, realizando el rol que hizo en la película Demi Moore.